# 丰贡博
丰贡博（法語：Fontgombault，法語發音：[fɔ̃ɡɔ̃bo]）是法国安德尔省的一个市镇，属于勒布朗区。

## 地理
丰贡博（46°40'27"N, 0°59'6"E）面积10.58 平方千米，位于法国中央-卢瓦尔河谷大区安德尔省，该省份为法国中部省份，北起卢瓦-谢尔省，西北接安德尔-卢瓦尔省，西南接维埃纳省，南至克勒兹省和上维埃纳省，东临谢尔省。
与丰贡博接壤的市镇（或旧市镇、城区）包括：吕赖、梅里尼、普利尼圣皮埃尔、普勒伊城、索泽勒。

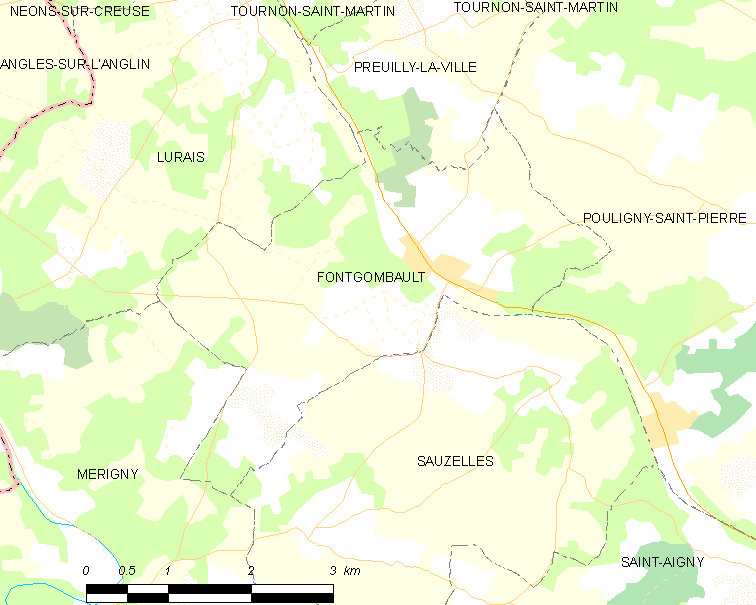
丰贡博的OSM定位图

丰贡博的时区为UTC+01:00、UTC+02:00（夏令时）。

## 行政
丰贡博的邮政编码为36220，INSEE市镇编码为36076。

## 政治
丰贡博所属的省级选区为勒布朗县。

## 人口

1962-2008年间丰贡博人口变化图示

丰贡博于2022年1月1日时的人口数量为262人。